# ジニャーゴ
ジニャーゴ(Zignago)は、イタリア共和国リグーリア州ラ・スペツィア県にある、人口約500人の基礎自治体（コムーネ）。

## 地理

### 位置・広がり

#### 隣接コムーネ
隣接するコムーネは以下の通り。括弧内のMSはマッサ＝カッラーラ県所属を示す。
- ブルニャート
- ロッケッタ・ディ・ヴァーラ
- セスタ・ゴーダノ
- ゼーリ (MS)

### 地震分類
イタリアの地震リスク階級 (it) では、2 に分類される
。

## 行政

### 分離集落
ジニャーゴには、以下の分離集落（フラツィオーネ）がある。
- Imara, Debbio, Pieve (sede comunale), Sasseta, Serò, Valgiuncata, Vezzola, Torpiana